# Afghanistan i olympiska sommarspelen 1972
Afghanistan deltog med åtta deltagare i brottning vid de olympiska sommarspelen 1972 i München. Ingen av landets deltagare erövrade någon medalj.

## Brottning
Herrarnas fristil
| Idrottare          | Gren  | Omgång 1                          | Omgång 2                            | Omgång 3                          | Omgång 4             | Omgång 5             | Sista omgången       |
| Idrottare          | Gren  | Motståndare Resultat              | Motståndare Resultat                | Motståndare Resultat              | Motståndare Resultat | Motståndare Resultat | Motståndare Resultat |
| ------------------ | ----- | --------------------------------- | ----------------------------------- | --------------------------------- | -------------------- | -------------------- | -------------------- |
| Mohammad Arref     | 52 kg | Alachverdijev (URS) Förlust 1-3   | Kato (JPN) Förlust 0-4              | Gick inte vidare                  | Gick inte vidare     | Gick inte vidare     | Gick inte vidare     |
| Ghulam Sideeq      | 57 kg | Darlev (YUG) Vinst genom fall     | Ramos (CUB) Förlust 1-3             | Premnath (IND) Förlust genom fall | Gick inte vidare     | Gick inte vidare     | Gick inte vidare     |
| Ahmad Djan         | 62 kg | Abe (JPN) Förlust 0,5-3,5         | Tanner (SUI) Vinst 3-1              | Weisenberger (FRG) Förlust 1-3    | Gick inte vidare     | Gick inte vidare     | Gick inte vidare     |
| Shakar Khan Shakar | 74 kg | Karlsson (SWE) Förlust genom fall | Yaqoob (PAK) Oavgjort               | Gick inte vidare                  | Gick inte vidare     | Gick inte vidare     | Gick inte vidare     |
| Ghulam Dastagir    | 82 kg | Elmgren (SWE) Förlust genom fall  | Wypiórczyk (POL) Förlust genom fall | Gick inte vidare                  | Gick inte vidare     | Gick inte vidare     | Gick inte vidare     |

Herrarnas grekisk-romersk
| Idrottare         | Gren  | Omgång 1                          | Omgång 2                         | Omgång 3                             | Omgång 4             | Omgång 5             | Sista omgången       |
| Idrottare         | Gren  | Motståndare Resultat              | Motståndare Resultat             | Motståndare Resultat                 | Motståndare Resultat | Motståndare Resultat | Motståndare Resultat |
| ----------------- | ----- | --------------------------------- | -------------------------------- | ------------------------------------ | -------------------- | -------------------- | -------------------- |
| Alam Mir          | 57 kg | Kazakov (URS) Förlust 0,5-3,5     | Čović (YUG) Förlust genom fall   | Gick inte vidare                     | Gick inte vidare     | Gick inte vidare     | Gick inte vidare     |
| Mohammed Ebrahimi | 62 kg | Mygiakis (GRE) Förlust genom fall | Gick inte vidare                 | Gick inte vidare                     | Gick inte vidare     | Gick inte vidare     | Gick inte vidare     |
| Djan-Aka Djan     | 68 kg | Juhl Weirum (DEN) Förlust 1-3     | Bremauntz (MEX) Vinst genom fall | Schöndorfer (FRG) Förlust genom fall | Gick inte vidare     | Gick inte vidare     | Gick inte vidare     |